# إريك غيير
إريك غيير (بالألمانية: Erich Geyer)‏ (7 نوفمبر 1950 بأدلسدورف في ألمانيا - ) هو مدرب كرة قدم ولاعب كرة قدم ألماني في مركز الهجوم. لعب مع غرويتر فورت و1. FC Bamberg ‏ ونادي غوادالاخارا (نادي كرة قدم) وHartford Hellions ‏ وشيكاغو ستينغ.

## وصلات خارجية
- إريك غيير على موقع قاعدة بيانات كرة القدم.إي يو (الإنجليزية)
- إريك غيير على موقع بيانات كرة القدم. دي إي (الألمانية)